# Градашничка река
Градашничка река један је од хидрографких објеката у горњем понишављу и један од водотокова у сливу Пиротске котлине. Река пресеца северозападни део града Пирота и улива се у Нишаву са њене десне стране. 
За време јаких киша и отапања снега има карактер бујице. Од села Градашнице до Пирота наталожила је огромну количину шљунка и блокова.
Једно време коришћена је за потребе старог погона фабрике Тигар.

## Називи
Градашничка река — узводно од села Градашнице носи назив Добродолска река (по селу Добри До), док је низводно добила назив Градашничка река.

## Географске карактеристике
Градашничка река са дужином речног тока од само 15,85 km и површином слива од 47,54 km² највећа је десна притока Нишаве на узводном делу тока од
готово 100 km. Њено ушће у Нишаву је у самом граду Пироту, на 106. речном километру.
Настаје на Видличу, на надморској висини од 847 метара, на споју неколико периодичних токова, северно од гребена Планинице (1.233 m н.в) и јужно од гребена Љиљак (1.190 m н.в). Токови ових потока извиру у терену изграђеном од пешчара, али и детритичник кречњака и лапораца. 
Пад реке је доста велики на готово целом току и у просеку износи 30,54 m/km, а њен речни ток низводно има општи правац пружања ка југу. 
Корито Градашничанске реке је стеновито, под крупним блоковима и џиновским лонцима, и наслагама еродираног материјала у доњем делу. 
Део речне долине Градашничке реке у горњем току на свом путу пролази кроз преко 1 km дугу Бањичку клисуру усечену у кречњачке стене различите старости, а у доњем току кроз ерозивно проширење. Клисура има врло стрме скоро вертикалне одсеке, изражене нарочито на левој страни, и нешто блаже на десној. На изласку реке из клисуре налази се село Градашница, а дно долине се проширује у језерским седиментима. 
Део речног тока у клисури који има већи пад, образује неколико слапова, од које је на више места локално становништво преградило ниским бедемима од камена и тиме изградило мала језерца која локалном становништву и туристима служе за купање у летњем периоду.
У долини ове реке јавља се неколико термалних извора, од којих су најпознатија три термоминерална извора и један термално крашки извор Даг бањице.
На Градашничкој реци некада је било мноштво воденица које су задовољавале потребе не само Пирота, већ и великог броја околних села. Најпознатија воденица била је Бегова кула подигнута почетком 19. века, која је потом до урушавања имала статус споменика културе.

### Климатске карактеристике
Градашничка река тече кроз континентални део Србије који се одликује субпланинском климом. Затворена готово са свих страна, речна долина има низ климатских специфичности.
Градашничка река у време топљења снега и великих падавина, често набуја, али не угрожава насеља низводно од клисуре. Кроз Пирот направљен је насип који може да задржи и највеће воде, али и наслага еродираног материјала, што захтева њихово уклањање у време малих протицаја.
- Највише средње месечне температуре ваздуха су 11,3°C.  Најхладнији месец је јануар - 0,1°C, а најтоплији је јул 22,2°C.

- За разлику од хладних зимских месеци, пролеће наступа доста брзо (април 10,8 ºС). Средња годишња температура је 9—11 ºС. После топлог и сувог лета наступа дуга сунчана јесен, која је топлија од пролећа.

- Апсолутни максимум забележен је 17. августа 1952 године (40°C), а апсолутни минимум 17. и 2. децембра 1963. године (- 27 степени °C).

- Амплитуда екстремних вредности износи 67 ºС, што је јасна одлика континенталности подручја у којем се њен слив налази.

## Галерија
- Мостови на Градишничкој реци
- Мостић, улаз у гаражу
- Мост-кружни ток
- Железнички мост